# Bedřich Stýblo
Bedřich Stýblo (31. července 1817 Vídeň — 5. srpna 1891 Praha-Nové Město) byl český tiskař, nakladatel a knihkupec. Od roku 1860 provozoval své nakladatelství v domě ve spodní části Václavského náměstí na Novém Městě v Praze, na jehož místě byl roku 1929 postaven funkcionalistický Palác U Stýblů (Palác Alfa). Vydával především náboženskou a naučnou literaturu. Účastnil se pražského veřejného života (např. Sokol, Hlahol, Měšťanská beseda) i komunální politiky. Byl oceňován jako úspěšný podnikatel, vlastenec a filantrop.

## Život

### Mládí a podnikání

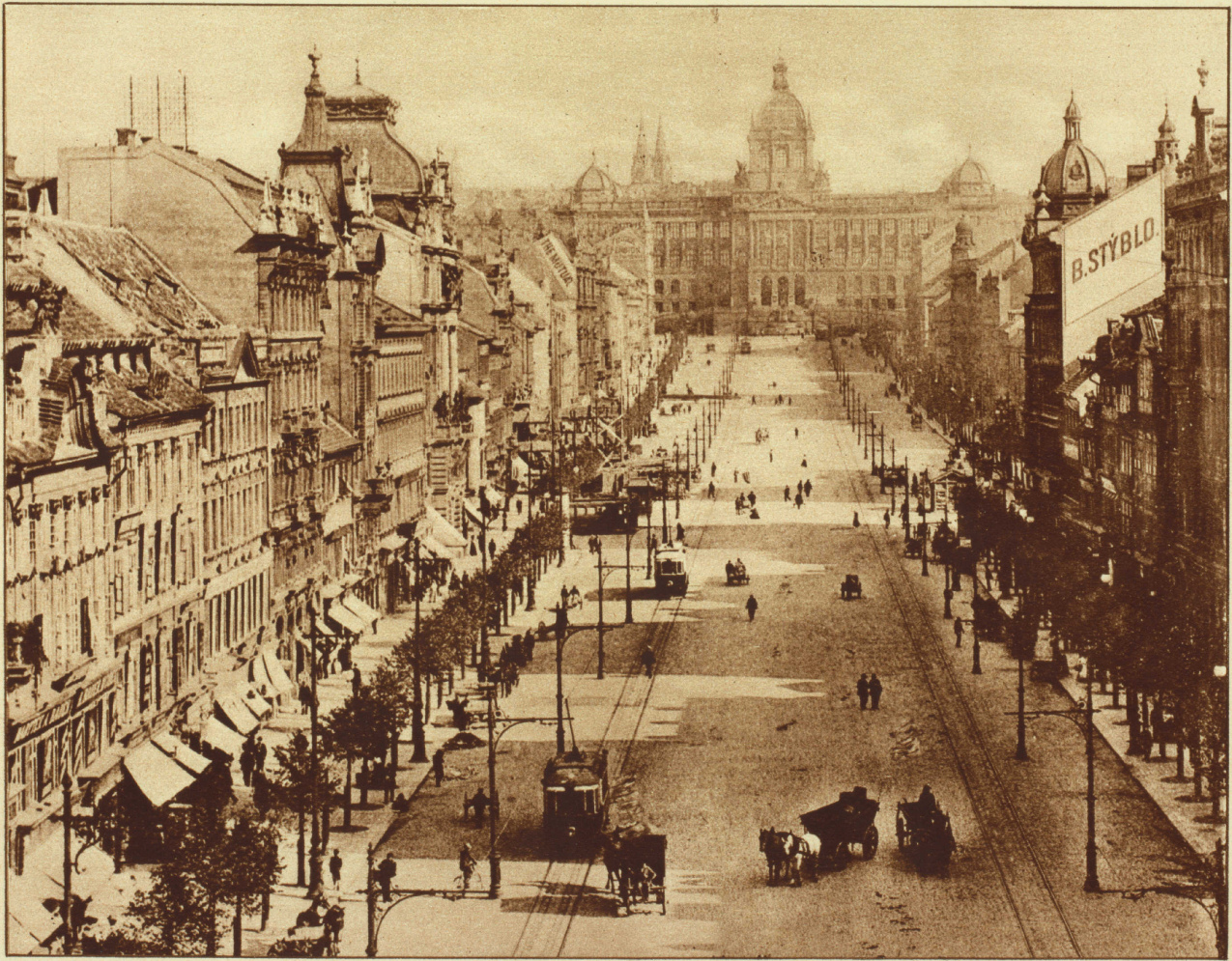
Budova Nakladatelství B. Stýblo (vpravo) s nástěnnou reklamou na sousedním domě na Václavském náměstí, okolo roku 1910

Narodil se roku 1817 ve Vídni na Laimgrube jako syn českého řemeslníka (v literatuře se uvádí datum narození 31. července, v matrice je zapsáno příjmení Stieblo a datum křtu 1. srpna). Jeho otec brzy zemřel a matka se s rodinou vrátila do rodné Litomyšle. Mladý Bedřich se vyučil u strýce tiskaře a knihaře v Chrudimi a zakrátko si našel práci u F. Silbernagla na Vyšehradě. Poznal zde svou budoucí manželku Marii Jordánovou, oženil se a 10. ledna 1844 otevřel vlastní knihařský podnik. Sídlo měl nejprve na Vyšehradě, odtud se přestěhoval na Karlovo náměstí, roku 1849 na Příkopy a koncem roku 1860 na definitivní adresu v dolní části Václavského náměstí.
Svůj obor podnikání rozšířil o knihkupectví a nakladatelství. Například roku 1850 zahájil společně se Štěpánem Bačkorou vydávání edice knih pro mládež Zahrada Budečská. V roce 1859 mělo jeho knihkupectví největší výběr modlitebních a náboženských knih v Praze. Roku 1861 (podle jiných zdrojů 1862) zřídil ještě knihtiskárnu.
Postupně kupoval sousední domy na Václavském náměstí, takže byl nakonec majitelem čp. 785 až 789, podle jiných zdrojů až 790. (Roku 1929 byly budovy sloučeny do jediného Paláce u Stýblů (Alfa) čp. 785 podle projektu Ludvíka Kysely.) Pořídil si také dům čp. 451 na rohu Uhelného trhu a Skořepky na Starém Městě, ten ale roku 1889 prodal po dlouhém vyjednávání pražské obci, která ho zbourala a větší část plochy využila k rozšíření ulice.
26. května 1869 došlo ve sklepě čp. 788 k požáru a výbuchu chemikálií, které tam měl uskladněné jiný obchodník. Díky pevnosti zdí se to ale nedotklo Stýblova knihkupectví, které mělo sklad v tehdy ještě stavebně odděleném sousedním domě.
Nákladem Stýblova „kněhkupectví“ byly vydávány zejména teologické svazky (např. modlitební knížky), dále pak dětská literatura či učebnice a odborné publikace. Stýblova „kněhtiskárna“ tiskla zejména knihy katolického nakladatele, jímž bylo Dědictví sv. Jana Nepomuckého (založeno v roce 1835). Na postranní zdi rohového domu č. p. 30, který se Stýblovým domem sousedil, byla umístěna velká nástěnná reklama propagující podnik.

### Veřejná činnost ve spolcích
Současně s podnikáním se B. Stýblo zapojil do pražského veřejného života. Roku 1859 se stal správcem domu Měšťanské besedy a ve výboru této organizace zasedal s přestávkami do roku 1876, kdy ho nahradil syn Adolf Bedřich. V roce 1874 byl zvolen čestným členem.
V roce 1862 vstoupil jako jeden z prvních do Sokola. Po smrti Jindřicha Fügnera († 1865), když kvůli splatným závazkům hrozila ztráta tělocvičny, půjčil společně s několika dalšími nutné prostředky na zaplacení. Roku 1866 byl spolu s pozdějším pražským starostou Josefem Hulešem a obchodníkem Aloisem Olivou přijat za člena výboru. 12. května 1868 byl zvolen starostou spolku poté, co odstoupil Petr Matěj Fischer a jeho zvolený nástupce Ferdinand Urbánek funkci nepřijal. V čele Sokola působil v době, kdy vídeňská vláda nepřála českým národním snahám; například v červenci 1868 se musel zaručit, že spolek neuspořádá průvod k uctění památky Jana Husa. Jako předseda přispěl např. na opravu střechy sokolovny, poničené v říjnu 1870 vichřicí, téhož roku se vzdal úroku z poskytnuté půjčky 1000 zlatých a nakonec daroval i jistinu. Ve funkci byl potvrzen také v letech 1870 a 1871. Roku 1872 odstoupil a do čela byl zvolen Tomáš Černý. I nadále ale zasedal ve výboru; roku 1891 spolu s Aloisem Olivou oslavil 25 let členství.
V listopadu 1867 byl zvolen náměstkem předsedy (starosty) pěveckého sboru Hlahol a funkci si udržel do roku 1869.
Angažoval se i v dalších organizacích. Například v roce 1847 vstoupil do řad městských granátníků. Roku 1862 kandidoval a byl zvolen do pražské obchodní a průmyslové komory za odbor živnostníků. Roku 1865 se stal členem Zlaté knihy dívek českých, píseckého sdružení pro vydávání literatury pro mládež. V září 1866 byl jmenován členem šestnáctičlenné správní rady Českého (Prozatímního) divadla. Na konci následujícího roku věnoval čtyři velké základní kameny k Národnímu divadlu. Oceňované byly i jeho finanční příspěvky, například 100 zlatých spolku obuvnických dělníků na podporu onemocnělých členů (1869), 300 zlatých spolku knihařských dělníků (1871) a 200 zlatých Spolku českých žurnalistů (1883). Nově zakládané škole na Vyšehradě poskytl zdarma knihtiskařské práce v hodnotě 52 zlatých v souvislosti se svěcením základního kamene (1867). Výpomocnému spolku hudebníků „Cecilie“ levně poskytoval tiskařské služby a byl tam r. 1873 za zásluhy zvolen čestným členem. V roce 1874 byl jmenován hospodářským dozorcem (inspektorem) na několika pražských školách. Byl také členem správní rady Pražské paroplavební společnosti a ve svém knihkupectví pro ni zajišťoval výplatu kuponů (dividend).

### Pražským obecním zastupitelem
Roku 1864 poprvé kandidoval na Novém Městě do obecního zastupitelstva města Prahy za stranu Pokroku, která reprezentovala etnické Čechy proti Němcům (voleb r. 1861 se neúčastnil) a byl zvolen na tříleté období. Uspěl i v následujících obecních volbách r. 1867, 1870, 1873, 1876 (bez protikandidátů), 1879 a naposledy 1882. Po skončení posledního období r. 1885 už znovu nekandidoval a na jeho místo nastoupil syn Adolf.
Před volbami roku 1873 zpochybňoval nepodepsaný autor v Národních listech Stýblovu způsobilost pro úřad zastupitele. Uvedl mimo jiné: „Na př. pány krejčího Jana Fritze, knihtiskaře Bedř. Stýbla, faráře Václava Nyklese a c. k. prof. Vl. Tomka byli by voličové pražští v příštím zastupitelstvu rádi pohřešili. (…) Pan Bedřich Stýblo se také nikdy z vlastní dobré vůle neblýskal velikou duševní bystrostí a soudíme o ctihodném tomto pánu, že by ve své skromnosti svědomitě byl uznal přednosti na př. svého souseda p. J. Otty, tohoto podnikavého, činného a nadaného kandidáta voličů novoměstských.“ Článek ovšem končí pozitivně: „… nechtíce v ničem „rušiti svornost“, prosíme pro blaho obce, aby každý poctivý a vlastenecký volič volil podle uveřejněné kandidátní listiny.“
K nepříjemné aféře došlo roku 1878. Národní listy uveřejnily 6. prosince článek „Kmotrovství na radnici pražské“, kde kritizovaly fakt, že vedení města nařídilo školám odbírat knihy pro chudé žáky od knihkupectví B. Stýbla, který byl v té době obecním zastupitelem a školním dozorcem (inspektorem); podle názoru novináře to byl projev vzájemného podporování městských představitelů z veřejných peněz. Purkmistr Emilián Skramlík následně odeslal redakci žádost o opravu, podle níž nebyla zakázka svěřena konkrétnímu knihkupci, ale takovému, který nabídne nejvyšší slevu. Ze šesti oslovených jich podle něj pět nabídlo 10 procent a pouze Stýblo 12,5 procenta. O nákupu navíc nerozhodla městská rada, ale c. k. okresní školní rada. Noviny ale ihned kontrovaly, že:
- všech pět neúspěšných knihkupců jim potvrdilo, že žádnou poptávku od pražské obce v této věci nedostali,[67]
- už předchozího roku si knihkupec František Augustin Urbánek stěžoval purkmistrovi na protežování Stýbla a purkmistr to odpovědnému úředníku v Urbánkově přítomnosti propříště zakázal,[67]
- o nákupech skutečně rozhoduje c. k. okresní školní rada, ale jejím předsedou je také purkmistr Skramlík.[67]

Záležitosti se v projevu věnoval přední mladočeský politik Julius Grégr. Uvedl, že je to jeden z řady případů zneužívání komunálních funkcí k osobnímu prospěchu. Dobře řízená obec podle něj nesmí dopustit, aby obecní zástupci byli zároveň jejími dodavateli. Nemělo by ani být přípustné, aby městský rada nabídl podmínky o málo výhodnější než konkurenční dodavatelé. Problém, který nastal u dodávek p. Stýbla, je podle něj rozšířeným nešvarem a je nutné ho vhodnými opatřeními (mj. např. přístupem veřejnosti na schůze obecního zastupitelstva) vymýtit. Praha by přitom měla jít příkladem ostatním. Stýblovo znovuzvolení r. 1879 a 1882 to nijak neohrozilo (viz volební výsledky výše).
V letech, kdy nekandidoval, se opakovaně účastnil ve volebním výboru (každý rok se volila třetina zastupitelů).

### Úmrtí
Zemřel 5. srpna 1891 ve svém domě čp. 786-II (na Václavském náměstí) ve věku 74 let. Pohřební obřad se konal v pražské sokolovně, odkud vyšel průvod Ječnou ulicí přes Karlovo náměstí a Vyšehradskou na Vyšehradský hřbitov. Účastnili se mimo jiné představitelé pražské městské rady, Sokola, Hlaholu a mnoha jiných korporací, po stranách ulice se shromáždily tisíce lidí. Se smutečním projevem vystoupil Josef Víšek za Sokoly a Mikuláš Karlach za církev.

## Hodnocení
Byl oceňován jako úspěšný podnikatel, horlivý a obětavý ve veřejném životě. Vlastním úsilím vybudoval prosperující podnik a byl členem četných vlasteneckých a lidumilných spolků. Podle Josefa Víška byl mužem z lidu, který se povznesl ze skrovných počátků na zámožného průmyslníka. Jako hlava jedné z předních pražských rodin byl představitelem středního stavu, který prací a spořivostí tvoří oporu národního života. Vřele podporoval vlastenecké podniky a zastával řadu čestných úkolů.
Stal se nositelem několika oficiálních vyznamenání a čestných titulů, k nimž patřily:
- zlatý záslužný kříž s korunou (1866) od císaře Františka Josefa I.[75]
- stříbrná měšťanská medaile[74] za službu v městském sboru během pruské okupace (1866);[76] uděleno jich bylo cca 1600,[77]
- čestný nadporučík městských granátníků (1866),[78]
- řád svatého Silvestra od papeže (1869),[79]
- stříbrná medaile na průmyslové výstavě v Plzni (1869),[80]
- čestný člen spolku hudebníků Cecilie (1873),[47] viz výše,
- pochvalný diplom na školské výstavě v Chrudimi za vydávání ilustrovaných spisů pro mládež (1875).[81]

## Další osudy nakladatelství
Nakladatelství postupně zdědili:
- syn Adolf Bedřich Stýblo (1848–1907),[82]
- jeho bratr Václav Stýblo (1869–1942).[82][83] Pod jeho vedením byl mj. vybudován Palác U Stýblů (1929)[7] a ediční program se rozšířil o beletrii českých i zahraničních autorů.[82]
- jeho vdova Barbora,[82] roz. Dörflerová (1870–??),[83]
- jejich syn Adolf[82] (1896–??).[83]

V roce 1949 byl podnik znárodněn. Roku 2020 je vlastníkem paláce U Stýblů (Václavské náměstí 785/28, Praha 1) podle záznamu v katastru nemovitostí opět člen rodiny Stýblových.

## Rodina a příbuzenstvo
- 29. ledna 1844 se v pražském kostele sv. Havla oženil s Marií Jordánovou[85][13] (1824–1894) z Vyšehradu,[86] schovankou jeho tehdejšího zaměstnavatele F. Silbernagla.[73] Spoluzakládala jeho firmu[87] a byla uznávána pro vlasteneckou a charitativní činnost.[88] Měli děti:[13]
  - Syn Adolf Bedřich Stýblo (1848–1907) převzal po otcově smrti vedení firmy. Byl také veřejně činný, např. jako pokladník spolku pro obnovu Národního divadla po požáru, člen obecního zastupitelstva, ředitel městské spořitelny a funkcionář či podporovatel dalších sdružení.[6]
  - Syn Jaroslav Stýblo (1849–1887) byl prokurista otcovy firmy a sokolský funkcionář – člen cvičitelského sboru, redaktor časopisu Sokol a čestný člen jednoty v New Yorku. Angažoval se i v dalších spolcích. Zemřel na plicní onemocnění.[89]
  - Syn Bedřich (1855–1877) byl členem Sokola a veslařského klubu. Zemřel na onemocnění plic po návratu z cest do Ameriky a Itálie.[90]
  - Syn Karel (1858–??) podnikal jako knihař a papírník,[13] později byl uváděn jako „soukromník“ (tj. rentiér). Roku 1886 se oženil s Miladou Odkolkovou (1854–1904), dcerou podnikatele Františka Odkolka.[91]
  - Dcera Anna (1851–1899) se r. 1870 provdala za Bedřicha Tučka (1841–1886), výrobce ozdobného zboží.[92] Z jejich dětí se proslavili:[92]
    - Syn Bedřich Tuček (1872–1959)[93] založil r. 1900 s Antonínem Hejdou (1863–1903)[94] nakladatelství Hejda & Tuček,[95] zaměřené hlavně na naučnou literaturu a překlady, a v jeho vedení pokračoval pod původním názvem do 20. let.[96]
    - Syn Alois Tuček (1874–1916)[92] se účastnil hnutí Omladina a po odpykání trestu působil jako literární kritik, spisovatel a překladatel.[97]
    - Syn Jaroslav Tuček (1882–??) byl úředník a šermíř[98]

  - Syn Václav Stýblo[83] (1869–1942)[99] převzal vedení firmy po zemřelém bratru Adolfu Bedřichovi[100] a dále ji zvelebil, zejména výstavbou paláce u Stýblů[7] (viz výše). Jeho syn Adolf (1896–??) se stal posledním majitelem podniku před znárodněním r. 1949.[82]